# Melotte 20

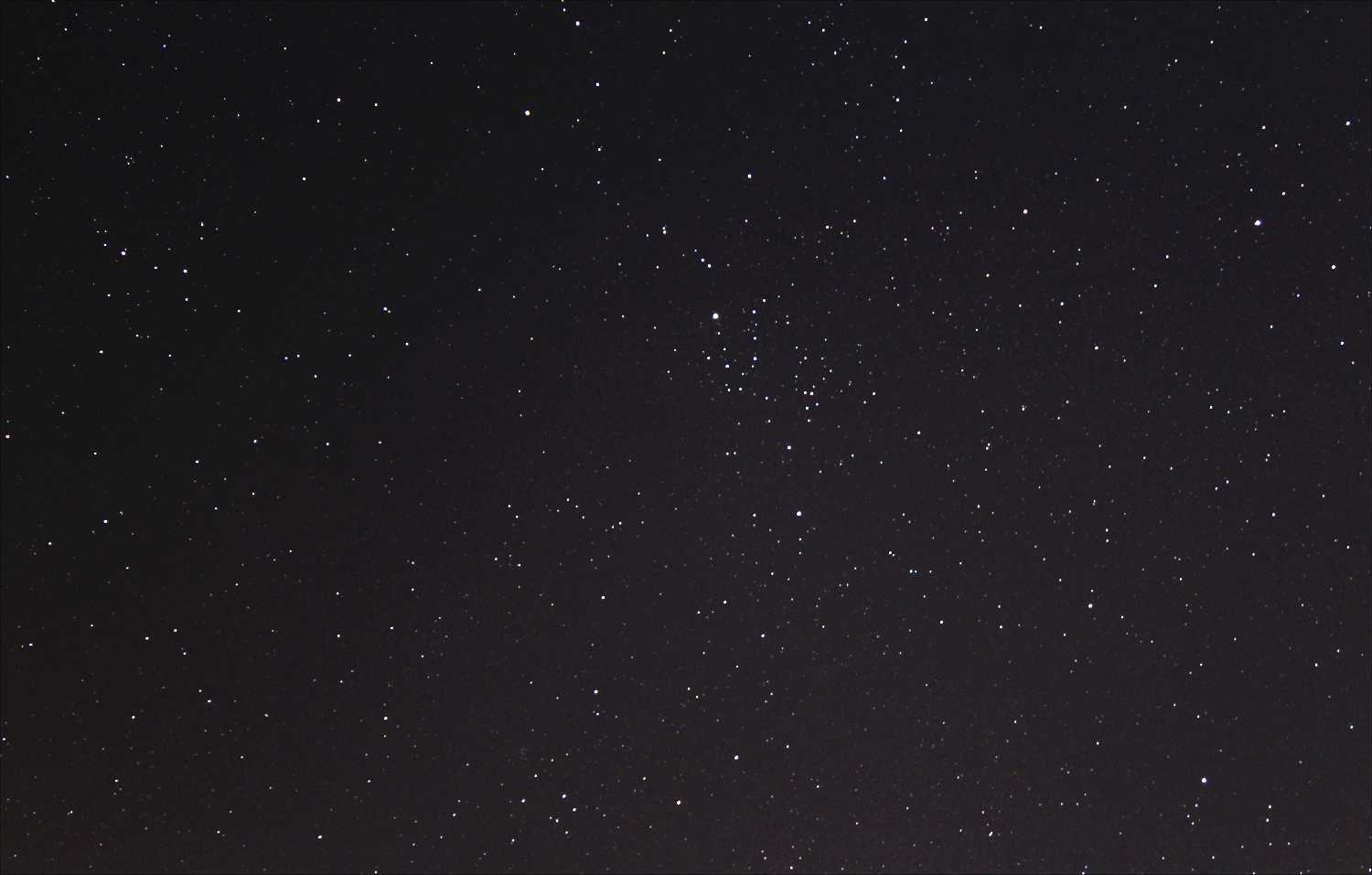
El cúmul melotte 20 és visible en el centre de la imatge.

Melotte 20, també anomenat cúmul d'Alfa Perseu  o Collinder 39, és un cúmul obert en la constel·lació de Perseus. A l'ull nu, el grup consisteix en diversos estels del tipus espectral blau B estrelles de tipus. El membre més lluminós del cúmul és un supergegant groc-blanc de segona magnitud: Mirfak, també anomenat Alfa Persei. Els membres brillants també inclouen Delta, Sigma, Psi, 29, 30, 34 i 48 Persei.
El satèl·lit Hipparcos que capta imatges en infraroig ha fet un diagrama del color i la magnitud dels estels i ha establert que la distància del grup d'estals a la terra és de 172 parsecs. La distància establerta per anàlisis independents concorden amb aquesta, així fent que el grup estigui bastant a prop en comparació amb l'escala de distàncies. L'edat d'aquest grup és aproximadament de 50-70 milions d'anys.

## Membres
| Designacionts  | Tipus espectral i classe de lluminositat | Comentaris |
| -------------- | ---------------------------------------- | ---------- |
| α Per (33 Per) | F5Ib                                     |            |
| δ Per (39 Per) | B5III                                    |            |
| ε Per (45 Per) | B1V                                      |            |
| ψ Per          | B5Ve                                     |            |
| 29 Per         | B3V                                      |            |
| 30 Per         | B8V                                      |            |
| 34 Per         | B3V                                      |            |
| 48 Per         | B3Ve                                     |            |